# Камберуэлл

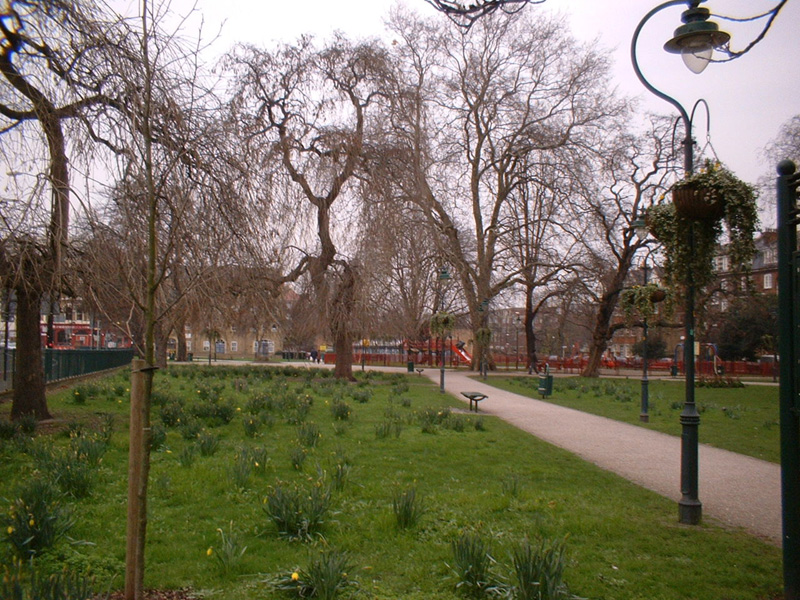
Камберуэлл Грин

Камберуэлл или Камбервелл (англ. Camberwell) — жилой район в южной части Лондона, Англия.

## История
Камберуэлл упоминается в «Книге Страшного суда» под названием Cambrewelle. По одной из версий, название поселения происходит от древнеанглийского cumberwell или сomberwell, что означает «колодец бриттов» — компактной место проживания коренных кельтских племён на территории с доминирующим англосаксонским населением. По другой версии, название является искажённым cripple well — «колодец калек», так как поселение предназначалось для проживания лондонцев, изгнанных из города из-за заразных болезней, таких как проказа. Колодцы и источники расположены на южном склоне Денмарк-Хилл, особенной много их вокруг Грув-Парка.
В «Книге Страшного суда» Камберуэлл описывается как заметное поселение с собственной церковью, к приходу которой относились также Дулвич и Пекхэм. Управлял поселением кентский шериф Хаимо (англ. Haimo). До середины XIX века Камберуэлл пользовался популярностью среди лондонцев, желавших провести время в умиротворяющей деревенской местности и подлечиться минеральной водой из местных источников. Как и многие внутренние районы Южного, с прокладкой сюда в 1860-е годы железной дороги Камберуэлл потерял прежнее значение.

## Культура
- Клод Рейнс (1889—1967) — англо-американский актёр, четырежды номинант на премию «Оскар».
- Макдонах, Мартин (род. 1970) — драматург.
- Уэлч, Флоренс (род. 1986) — певица, музыкант, фронтвумен британской инди-рок группы Florence + the Machine.
- Шарп, Сесил Джеймс (1859—1924) — музыкальный фольклорист, музыкант, педагог, публицист, дирижёр.